# APS-C

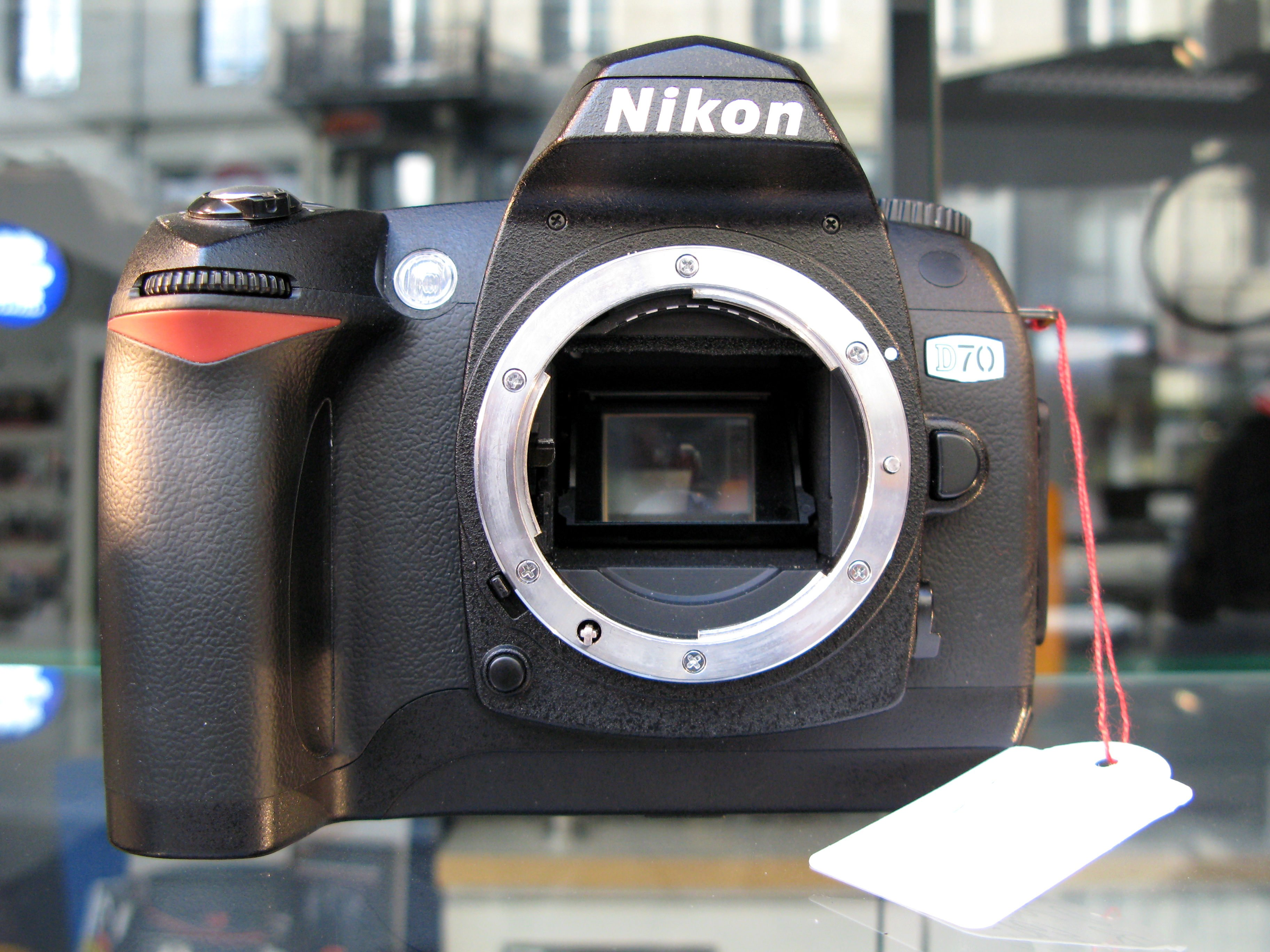
Fotoaparát Nikon D70 je typický představitel systému APS-C

Advanced Photo System type-C (APS-C) je označení formátu obrazových snímačů používaných v digitálních fotoaparátech.
Snímače těchto velikostí se používají nejčastěji v digitálních zrcadlovkách, bezzrcadlovkách a dálkoměrných fotoaparátech. Velikosti APS-C snímačů se mezi výrobci drobně liší, každý výrobce používá lehce odlišné rozměry.
Všechny APS-C snímače jsou mnohem menší než standardní 35 mm filmové políčko, které je velké 36×24 mm. Kvůli tomu se v souvislosti se zařízeními o velikosti snímače APS-C mluví o tzv. „cropu“, tj. ořezu. Termín se používá zejména v souvislosti s bajonety objektivů, které jsou určeny pro přístroje na film 135 (35mm kinofilm). Na menší snímač APS-C se zachytí pouze část obrazového pole objektivu. Snímače jsou od velikosti 20,7×13,8 mm do 28,7×19,1 mm, ale typické jsou snímače od Canonu, které mají 22,5×15 mm a 24×16 mm od ostatních výrobců. Každá varianta vytváří mírně odlišné zorné pole skrz objektivy se stejnou ohniskovou vzdáleností. Všechny se však ve výsledku chovají jako objektivy s mnohem delší ohniskovou vzdáleností v porovnání s použitím na 35mm filmovém políčku. Proto všechny firmy vyrábějí množství objektivů navržených pro tyto formáty.

## Porovnání s ostatními formáty
Poměr signálu a šumu na jeden pixel je definován počtem fotonů na pixel a tzv. „čtecím šumem snímače“. Proto tedy nemůže být obrazový šum snímače APS-C přímo porovnáván s menšími nebo většími velikostmi senzorů, protože jeho vlastnost shromažďování světla je do značné míry definována spíše celkovým optickým systémem než samotným snímačem.

## Označování výrobci

Grafika ukazuje relativní velikosti senzorů používaných ve většině digitálních fotoaparátů

Většina výrobců fotoaparátů a objektivů pro APS-C snímače nepoužívá označení APS-C, ale svoje vlastní. Zde je většina, se kterou se lze setkat:
- Canon EF-S
- Nikon DX
- Pentax DA
- Sony DT
- Sigma DC
- Tamron Di II
- Tokina DX
- Fujifilm X-Mount
- Konica Minolta DT
- Leica T nebo TL

Takto označené objektivy tudíž nelze použít na kinofilmové fotoaparáty a tzv. fullframové digitální fotoaparáty, protože by nepokryly celé pole snímače (filmu) a okraje fotografie by byly černé nebo výrazně ztmavené.

## Objektivy pro APS-C
Výrobci Canon, Fuji, Nikon, Pentax a Sony vyvinuli objektivy přímo pro těla fotoaparátů s jejich ořezovým faktorem. Zatímco Canon používá faktor 1,6×, ostatní 4 firmy používají 1.5×.
Těla APS-C mají menší snímač. Například 28mm objektiv je širokoúhlý na tradičním 35mm filmovém políčku. Ale stejný objektiv na APS-C těle s crop faktorem 1.6× bude ekvivalentem 45mm objektivu pro 35mm filmové políčko. Několik výrobců třetích stran, jako je Tamron, Tokina a Sigma vyrábí i širokoúhlé objektivy navržené pro APS-C snímače.

### Canon
Canon uvedl roku 2003 řadu objektivů Canon EF-S spolu se zrcadlovkou Canon 300D. Tyto objektivy mají zadní část objektivu blíže ke snímači. To má několik výhod včetně vyšší světelnosti objektivů a delší ohniskové vzdálenosti (což znamená „větší zoom“). EF-S objektivy jsou kompatibilní s APS-C fotoaparáty Canon vyjma Canonu EOS D30, Canon EOS D60 a Canon EOS 10D.
EF-S objektivy nelze fyzicky nasadit na fullframové fotoaparáty Canon. Později uvedla firma na trh řadu objektivů EF-M, pro řadu fotoaparátů EOS M, což jsou bezzrcadlovky s výměnnými objektivy. EF-M objektivy nelze nasadit na zrcadlovky Canon. EF-M objektivy jsou mnohem blíže ke snímači než fullframové fotoaparáty (EF) Canon i APS-C fotoaparáty (EF-S).

### Nikon
Nikon vyrábí DX objektivy pro své APS-C fotoaparáty. Ty jsou kompatibilní se všemi zrcadlovkami Nikon vyrobenými od roku 1977. Objektivy této řady s krátkou ohniskovou vzdálenosti trpí vinětací, když jsou nasazeny na filmové fotoaparáty, ale objektivy s delší ohniskovou vzdáleností jsou většinou použitelné. Když jsou objektivy nasazeny na fullframové fotoaparáty Nikon FX, tělo fotoaparátu se automaticky přepne a ořízne obraz na velikost DX. Toto lze změnit v nastavení.

### Sony
Sony má dvě řady objektivů pro své APS-C fotoaparáty. DT pro fotoaparáty s bajonetem A-mount, což jsou zrcadlovky a α SLT pro bezzrcadlovky s bajonetem E-mount. DT objektivy jsou kompatibilní s jakoukoli zrcadlovkou s A-mountem, ale jsou vyrobeny převážně pro fotoaparáty DSLR-A100 až A700, Konica Minolta 5D a 7D a APS-C fotoaparát Alpha SLTs. DT objektivy jsou kompatibilní i s fullframovými fotoaparáty jako je DSLR-A850, DSLR-900 nebo SLT-199 v ořezovém módu.
Objektivy s E-mountem jsou kompatibilní se všemi APS-C MILCs, od NEX-3, NEX-5 až po současné a3000, a5100 a6500. Též je lze nasadit na fullframové bezzrcadlovky jako je A7R II, také v ořezovém módu.
Sony vyrábí také objektivy s označením FE, s bajonetem E-mount, které jsou vyrobeny tak, aby pokryly celý fullframový snímač.

## Crop faktor (faktor ořezu)
Ohnisková vzdálenost objektivů je většinou uváděna ve vztahu k velikosti kinofilmového políčka (36 × 24 mm). Většina dnes nabízených digitálních fotoaparátů má ovšem menší snímač, a je tudíž nutné fyzickou ohniskovou vzdálenost objektivu vynásobit podle toho, jak je daný snímač velký. To, kolika je nutné násobit, udává právě crop faktor.
- 1,7× – Sigma SD14, Sigma SD10, Sigma SD9, Canon EOS DCS 3
- 1,6× – všechny Canon DSLR až na řadu 1D (APS-H) a fullframové 1DX, 1Ds, 5D a 6D
- 1,54× – Pentax K20D, Pentax K-7
- 1,53× – všechny Pentax DSLR
- 1,5× – amatérské a poloprofi a profi (D500) Nikon DSLR, Sony DSLR až na Sony A-900
- 1,3× – řada Canon EOS-1D